# 4th Super Robot Wars
4th Super Robot Wars (第4次スーパーロボット大戦 Dai 4 Ji Sūpā Robotto Taisen?) är ett Tactical RPG spel för Super Nintendo som utvecklats av både Banpresto och Winky Soft och publiceras av Banpresto.